# Lancelot Lionel Ware
Lancelot Lionel Ware (Mitcham, 5 giugno 1915 – Mitcham, 15 agosto 2000) è stato un avvocato e biochimico inglese, cofondatore del Mensa  International.
Il principale motivo della sua fama, sta precisamente nell'aver fondato - insieme all'avvocato australiano Roland Berrill - il Mensa, la società internazionale di persone intellettualmente dotate. Essi originariamente lo chiamarono l'"High IQ Club", cioè il "Club dell'alto QI".

## Biografia
Ware nacque a Mitcham, Surrey, primogenito di un padre manager e di una madre musicista. Frequentò la Steyning Grammar School e la Sutton Grammar School. Divenne in seguito Royal Scholar presso l'Imperial College dell'Università di Londra, dove studiò Matematica, cui seguì un dottorato in Biochimica. Intraprese la ricerca medica con Sir Henry Dale presso l'Istituto Nazionale per la Ricerca Medica, il National Institute for Medical Research di Hampstead di Londra, e divenne medico ricercatore e docente di biochimica presso il St Thomas' Hospital di Londra.
Durante la seconda guerra mondiale, Ware lavorò ad una ricerca segreta presso Porton Down. In seguito lavorò come scienziato per la Boots Company, a Nottingham. In questo periodo, conobbe ed ebbe a che fare con gli esami del Quoziente Intellettivo (Test QI). Alla fine della guerra, nel 1945, cominciò a frequentare un corso di laurea in giurisprudenza al Lincoln College, dell'Università di Oxford. Durante questo periodo a Oxford, fondò il Mensa il 1º ottobre 1946. Inizialmente la società era stata pensata per l'1% della popolazione con il più alto grado di intelligenza, ma una variazione nel calcolo nella deviazione standard (secondo la curva di Gauss) portò il limite al 2% della popolazione (o 98º percentile), e questo criterio è rimasto da allora.
Nel 1949, Ware fu abilitato alla professione di avvocato dal Lincoln's Inn e fece praticantato al Chancery, specializzandosi in proprietà intellettuale, diritti d'autore e brevetti. Egli si interessò anche di politica in particolare con il partito dei Conservatives e divenne un assessore del Consiglio della Contea di Londra, nel 1960. Dal 1950, aveva lasciato il Mensa, in gran parte a causa di altri suoi interessi per la politica e il diritto. Tuttavia, dopo che Roland Berrill morì nel 1961, decise di rientrare nella società.
Ware entrò a far parte dell'Athenaeum Club nel 1983, un club di intellettuali di Londra. Venne nominato Officer of the Order of the British Empire (OBE), per i servizi resi all'Institute of Patentees and Inventors, che ha presieduto per molti anni. Ware andò in pensione nel 1985, quando viveva a Surrey, Londra.